# Schreiben

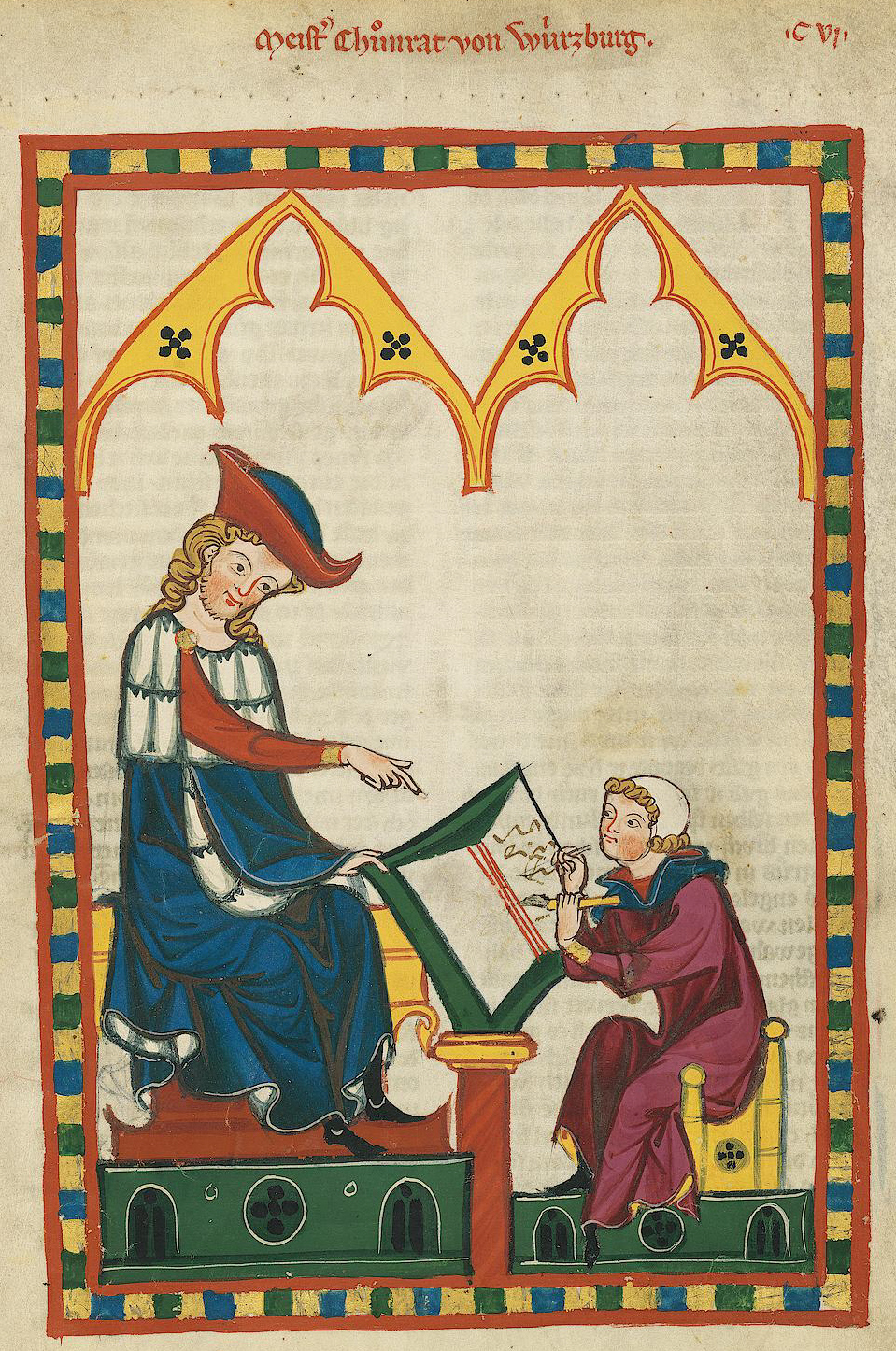
Codex Manesse

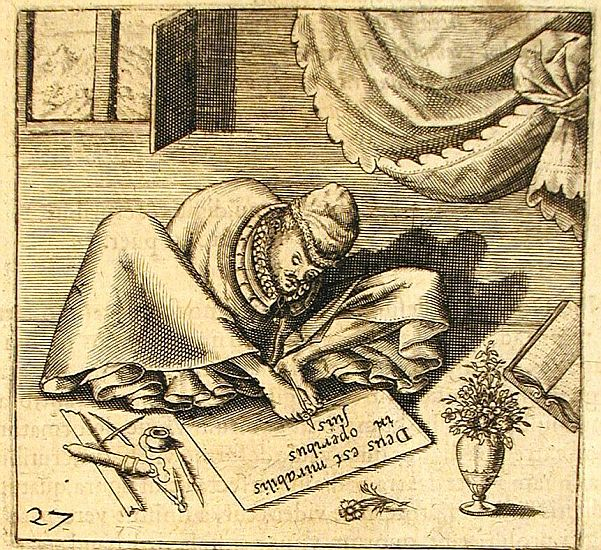
Thomas Schweicker schreibt mit den Füßen (ca. 1600)

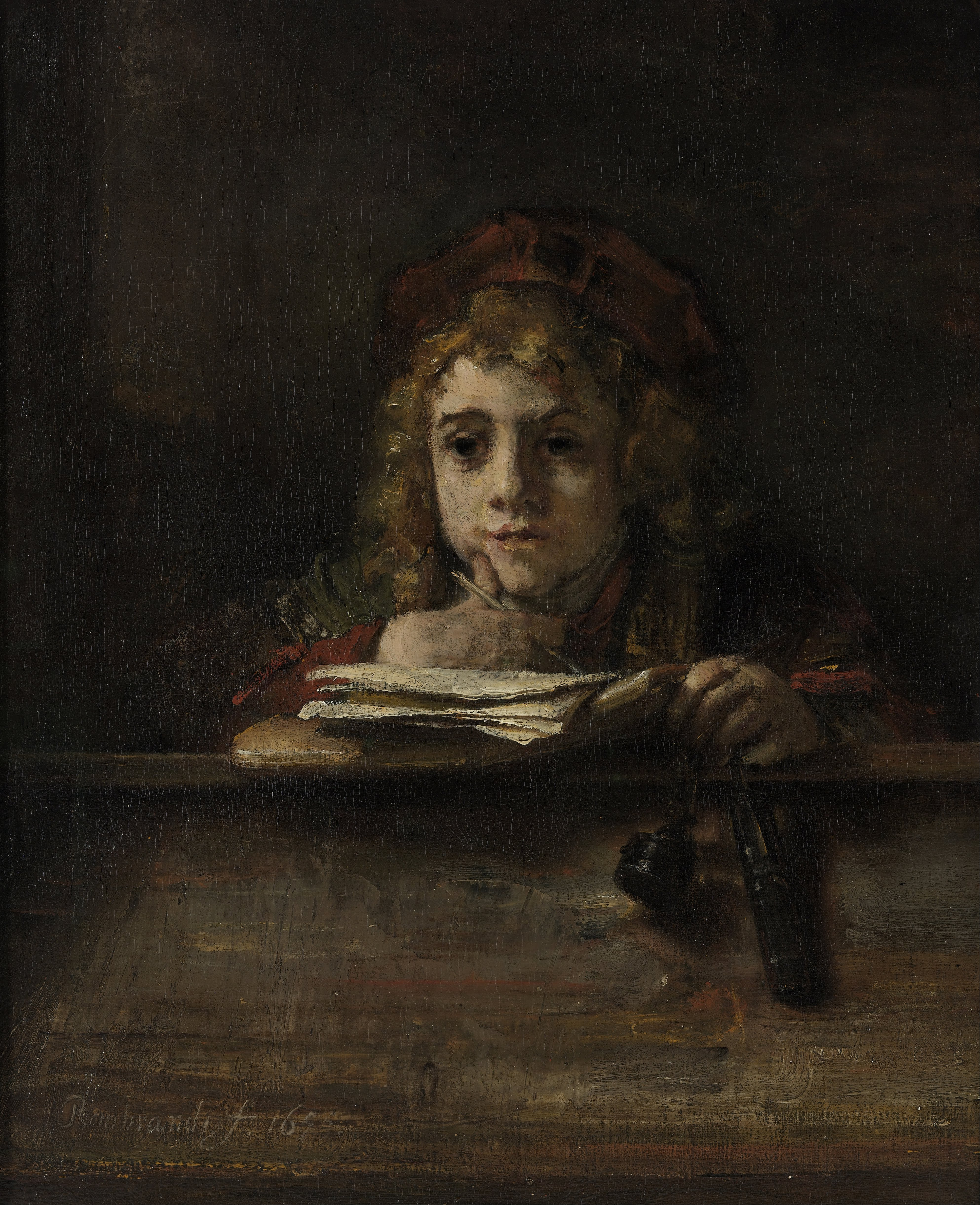
Rembrandt: Titus schreibend am Tisch

Schreiben (von althochdeutsch scriban, aus lateinisch scribere „mit dem Griffel auf einer Tafel einritzen“) bezeichnet das Aufzeichnen von Schriftzeichen, Buchstaben, Ziffern oder musikalischen Noten. Sein Gegenstück ist das Lesen, der Prozess, schriftlich niedergelegte Informationen und Ideen aufzunehmen und zu verstehen. Das Schreiben ist eine elementare Kulturtechnik und gehört zu den Grundfertigkeiten. Die Geschichte des Schreibens ist untrennbar verknüpft mit der Geschichte der Schrift. Das Fehlen einer, in einer Kultur verankerten, Lese- bzw. Schreibfähigkeit wird als Illiteralität bezeichnet.

## Aspekte des Schreibens
Um zu schreiben, sind ein Medium und ein Schreibgerät nötig (siehe manuelles Schreiben). Eine weitere Voraussetzung ist die Fähigkeit zu schreiben (Schreibkompetenz).
Schreiben bezeichnet in der übertragenen Bedeutung auch den kreativen Prozess des Verfassens von lyrischen und poetischen Texten.  Das Ergebnis eines solchen literarischen Schreibens ist die Literatur. Die Oberflächen- und Tiefenstruktur von Texten kann vom eigentlichen Ausdruck abweichen; dies ist Gegenstand der Literaturwissenschaft.
Nicht nur der Text, auch die Form der Schrift kann Ausdruck künstlerischen Schaffens sein, in der Kalligrafie. Jeder Schreiber hat eine eigene, mehr oder weniger leserliche Handschrift; diese kann Gegenstand einer Schriftvergleichung sein. Ein handgeschriebenes Schriftwerk nennt man Manuskript. Die persönliche Eigenart (die Handschrift eines Künstlers oder Autors) nennt man Manier. Sie beeinflusst die Textverständlichkeit.

## Geschichte
Schon in der Antike war eine Vielzahl von Techniken in Gebrauch, etwa das Einmeißeln in Stein, das Einritzen in Ton und das Schreiben mit Tinte auf Palmblätter, Papyrus, Pergament und Papier. Bis zur Erfindung des Buchdrucks war das Schreiben die einzige Möglichkeit, Sprache auf einem Medium festzuhalten. Die Schreibmaschine und der Computer bzw. die Textverarbeitung haben das Schreiben revolutioniert.
In der Antike war die Fähigkeit zu schreiben so wertvoll, dass ein ganzer Berufsstand, die Schreiber, davon lebte. Dies hielt sich in vielen Gegenden der Welt bis zur Einführung von Grundschulen und allgemeiner Schulpflicht, die es ermöglichten, breite Volksschichten im Lesen und Schreiben zu unterrichten.
Auch in der modernen Wissensgesellschaft ist das Schreiben nach wie vor die wichtigste Kulturtechnik zur Weitergabe tradierten und zur Schaffung neuen Wissens.
Der Prozess des manuellen Schreibens wird seit dem Aufkommen der Schreibmaschine und später des Computers vermehrt durch das Tippen ersetzt.

## Schreiben als mentaler Prozess
Aussagen über die vielschichtige Interaktion unterschiedlicher Wissensbestände beim Schreiben liefert die Erforschung des Schreibprozesses, für die Janet Emig 1971 mit ihrem Aufsatz The Composing Process of Twelfth Graders einen Grundstein legte. Anfang der 1980er Jahre veröffentlichten Linda Flower und John R. Hayes dann ein Modell, in dem sie das Schreiben als kognitiven Prozess darstellten; das Flower/Hayes-Modell des Schreibprozesses gilt bis heute als das Standardmodell in schreibwissenschaftlichen und schreibdidaktischen Kontexten.

## Schreibunfähigkeit und mangelnde Schreibkompetenz
Die Unfähigkeit zu schreiben (und zu lesen) stellt ein elementares Hindernis zur Teilhabe an der Wissensgesellschaft dar. Diejenigen, die es nicht können, nennt man Analphabeten. Industrienationen erreichen eine Alphabetisierungsrate von 95 % und mehr. Fehlende körperliche Voraussetzungen für das Schreiben können durch technische Hilfsmittel wie Diktiersysteme ausgeglichen werden.
Schwieriger auszugleichen sind psychische Ursachen, die das Schreibenlernen erschweren oder unmöglich machen, dies sind unter anderem Rechtschreibschwäche (Legasthenie) und Agrafie. Eine partielle oder totale Schreibunfähigkeit geht nicht notwendigerweise mit anderen intellektuellen Einschränkungen einer Person einher. Wesentlich mehr Menschen sind ohnedies nicht von Schreibunfähigkeit betroffen, sondern von mangelhaft ausgebildeter Schreibkompetenz, verstanden als Fähigkeit, selbständig einen schriftsprachlichen Text zu verfassen und dabei auf Lesererwartungen an unterschiedliche Textsorten Rücksicht zu nehmen. Eine (überfachliche) Schreibpädagogik (vgl. z. B. Bräuer 1998) und eine (auf den Deutschunterricht bezogene) Schreibdidaktik (vgl. z. B. Fix 2008; Feilke/ Pohl Hg. 2014) haben seit den 1980er Jahren Erwerbsprozess erforscht und Konzepte dafür entwickelt, wie solchen Lernenden der Umgang mit Schreibaufgaben in und außerhalb der Bildungsinstitutionen erleichtert und in diesem Zusammenhang auch ein positiveres schriftbezogenes Selbstkonzept vermittelt werden kann. Der Einsatz sogenannter Stilfibeln (z. B. Reiners 2001) ist dabei nur sehr bedingt sinnvoll, setzt ihr Gebrauch doch eine bereits gut ausgebaute Schreibkompetenz voraus.
Erscheinungen wie die Schreibblockade oder der muskuläre Schreibkrampf entsprechen einer zeitweiligen Schreibunfähigkeit.

## Wissenschaftliches Schreiben
Die Professionalisierung der Schreibschulen setzt sich allmählich auch im Bereich des wissenschaftlichen Schreibens durch. Wo bis in die 1990er Jahre wissenschaftliche Proseminare ausschließlich formale Aspekte des Schreibens wissenschaftlicher Texte behandelt haben (korrekte Zitation, Fußnoten, Literaturverzeichnisse, Propädeutik etc.), wird mittlerweile auch die wissenschaftliche Arbeit als Prosaform begriffen, die in unterschiedlicher Weise durch kreative Methoden angeleitet werden kann. Neben Otto Kruse hat Lutz von Werder dazu beigetragen, zu verdeutlichen, dass wissenschaftliches und kreatives Arbeiten einander bedürfen und fördern.

## Weitere Schreibformen
Weitere Schreibstile sind:
- Kreatives Schreiben, das Verfassen von epischen, dramaturgischen oder lyrischen Texten

- Technisches Schreiben, das Verfassen von technischen Anleitungen und Dokumentationen
- Automatisches Schreiben, Methode bei der Bilder, Gefühle und Ausdrücke (möglichst) unzensiert und ohne Eingreifen des kritischen Ichs beschrieben werden
- Übersetzungsgerechtes Schreiben, die Berücksichtigung einer späteren Übersetzung schon beim Schreiben, um mögliche Übersetzungsprobleme zu vermeiden
- Kollaboratives Schreiben, das Schreiben mit mehreren Personen in Zusammenarbeit
- Formelles Schreiben, das Verfassen von geschäftlichen oder arbeitsrelevanten Texten
- Freies Schreiben, das Schreiben von Texten ohne diese zu reflektieren, zu bewerten oder nach geeigneten Formulierungen zu suchen.